# HD83373
HD83373 — хімічно пекулярна зоря спектрального класу A1, що має видиму зоряну величину в смузі V приблизно 6,4.
Вона  розташована на відстані близько 374,9 світлових років від Сонця.

## Фізичні характеристики
Зоря HD83373 обертається 
порівняно повільно 
навколо своєї осі. Проєкція її екваторіальної швидкості на промінь зору становить Vsin(i)= 28км/сек.

## Пекулярний хімічний склад
Зоряна атмосфера HD83373 має підвищений вміст 
Si
.